# スザンナと長老たち (ロット)
『スザンナと長老たち』（スザンナとちょうろうたち、伊:Susanna e i vecchioni）は、1517年にイタリアの盛期ルネサンスのヴェネツィア派の画家ロレンツォ・ロットが制作した絵画である。フィレンツェのウフィツィ美術館に所蔵されている。
本作は、旧約聖書のスザンナの物語を描いている。スザンナは、ヨアヒムという人の妻であり、入浴中に夫の年配の友人から関係を迫られた。スザンナが拒絶した後、「長老たち」はスザンナを姦淫の罪で告発したが、ダニエルの介入のおかげで告発は後に誤りであることが証明された。
ロットは、入浴のため裸体になったスザンナを描いている（服が周りに散乱している）。一方、長老たちは浴場の囲いのドアから飛び出し、2人の農奴が長老たちによる姦淫の告発に賛同するよう呼ばれている。人物たちの会話を示す巻紙は古風な要素であり、おそらく絵画の依頼者自身が道徳的なメッセージを補完するものとして書き加えるよう求めたものである。
画面の上部は、のどかな風景の中にある庭園と城で占められており、スザンナのエピソードの序章が示されている。スザンナは庭園に入り、二人の乙女が戻ってきているところである。

## 歴史
本作には、「LOTUS PICTOR 1517」の署名がある。制作年は、ベルガモでのロットの滞在中に、おそらく私的な依頼として制作されたことを示している。作品は、肖像画のカバーであった可能性がある。
絵画は、ロンドンのベンソン・コレクションの一部であった20世紀になってようやくカタログで知られるようになり、1975年にアレッサンドロ・コンティーニ・ボナコッシによって7億5000万リラで取得された。その後、そのコレクションからウフィツィ美術館に移され、現在はロンバルディア派の画家のための部屋に展示されている。